# Filip V. Makedonski
Filip V. (grško Φίλιππος Δ΄), makedonski kralj med letoma 221 do 179 pr. n. št. v rodbini Antigonidov, * 238 pr. n. št., † 179 pr. n. št.
Sin kralja Demetrija II. Etolskega. Po njegovi smrti 229 pr. n. št. ga je posvojil novi kralj Antigon Doson. 221 pr. n. št. je postal kralj. Podprl je države helenske zveze v boju proti Sparti, Etoliji in Elisiji. 215 pr. n. št. pred našim štetjem se je v 2. punski vojni povezal z kartažanskim vojskovodjo Hanibalom in napadel rimske postojanke v Iliriji (prva makedonska vojna). Kasneje je sklenil zavezništvo s Sirijci proti Egiptu. V drugi makedonski vojni (200 pr. n. št.–196 pr. n. št.) so ga Rimljani porazili v bitki pri Kinoskefalah v Tesaliji (197 pr. n. št.). Skleniti je moral mir pod težkimi pogoji: dati je moral talce in visoko odkupnino ter se umakniti iz Grčije. V naslednjih letih je utrjeval državo z osvojitvami na Balkanu. Izvedel je obsežne reforme in reorganiziral vojsko, da bi bil bolje pripravljen na nadaljnje spopade z Rimom, a je sredi dela umrl.
| Filip V. Makedonski Antigonidska dinastijaRojen: 238 pr. n. št. Umrl: 179 pr. n. št. |                                     |                   |
| Predhodnik: Antigon III. Doson                                                       | Kralj Makedonije 221–179 pr. n. št. | Naslednik: Perzej |